# Long Bredy
Long Bredy est une paroisse civile et un village du Dorset, en Angleterre.